# Lelaps simplex
Lelaps simplex är en stekelart som först beskrevs av Fabricius 1804.  Lelaps simplex ingår i släktet Lelaps och familjen puppglanssteklar. Inga underarter finns listade i Catalogue of Life.